# Wilhelm Schraml
Wilhelm Schraml (Regensburg, 26 juni 1935 – Altötting, 8 november 2021) was een Duits geestelijke en bisschop van de Rooms-Katholieke Kerk.
Schraml werd op 29 juni 1961 tot priester gewijd voor het bisdom Regensburg. Na als kapelaan en pastoor in de parochiale zielzorg gewerkt te hebben, werd hij in 1971 voorzitter van het Kolpingnetwerk. In 1983 nam hij zitting in het kapittel van Regensburg.
In 1986 werd Schraml door de paus benoemd tot hulpbisschop van Regensburg. Op 8 maart 1986 vond de bisschopswijding plaats. Op 13 december 2001 werd hij benoemd tot bisschop van Passau en op 23 februari 2002 geïnstalleerd.
Zoals het kerkelijk recht vereist, bood Schraml in 2010 zijn ontslag aan bij de paus, wegens het bereiken van de 75-jarige leeftijd. De paus verzocht Schraml echter om nog aan te blijven en heeft het ontslagverzoek per 1 oktober 2012 ingewilligd.
Schraml overleed op 86-jarige leeftijd.